# Syndrom nejstarší dcery

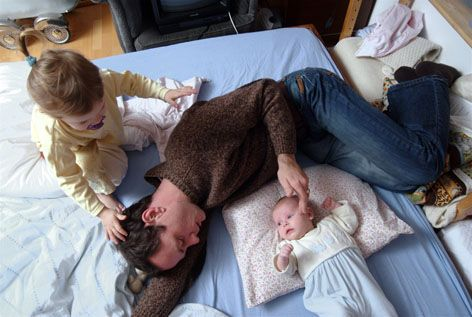
Nejstarší dcera spolu s otcem a mladším sourozencem

Syndrom nejstarší dcery je psychologický pojem, který popisuje specifickou roli, jakou může nejstarší dcera v rodině převzít, obvykle spojenou s nadměrnou odpovědností, péčí o mladší sourozence a emocionální podporou pro rodiče. Nejstarší dcery mohou mít problémy ve vztazích s dospělými, protože se často snaží splnit vysoká očekávání a neustále se zavděčit, což může vést k napětí a problémům s komunikací a hranicemi. Rodiče, zejména v případě první dcery, mohou mít přehnaná očekávání, což může vést k vytvoření tlaku, který formuje osobnost dítěte i v dospělosti.
Příznaky tohoto syndromu zahrnují snahu o perfekcionismus, častý pocit viny, problémy s určováním osobních hranic a sklony k nadměrnému výkonu. Nejstarší dcery často zažívají napětí ve vztazích se sourozenci, protože si uvědomují, že na ně jsou kladena vyšší očekávání než na ostatní děti v rodině. I když pořadí narození hraje roli, odborníci upozorňují, že rodinná dynamika, přístup rodičů a individuální povaha dítěte mohou mít stejný nebo větší vliv na formování těchto charakteristik. Syndrom může ovlivnit nejen rodinné vztahy, ale i osobní životy, zejména pokud se dívka nikdy nenaučí delegovat odpovědnost nebo vyjadřovat své vlastní potřeby.

## Projevy
Syndrom nejstarší dcery se projevuje několika klíčovými behaviorálními a emočními vzorci, které jsou důsledkem výchovy a očekávání rodiny a společnosti.
- Zvýšená odpovědnost: Nejstarší dcery často přebírají roli pečovatelky a koordinátorky domácnosti, což je činí zodpovědnými, pečlivými a důslednými ve všech rodinných záležitostech.
- Perfekcionismus: Často mají tendenci usilovat o nejlepší výsledky a vysoce se soustředí na úspěch, což může vést k excelentním akademickým výkonům a plnění očekávání rodičů.
- Soběstačnost: Mají vysokou úroveň nezávislosti, jak emocionální, tak finanční, a fungují jako spolehlivý poradce a soudce v rodinných záležitostech.
- Emocionální zátěž: Snaží se vyřešit problémy ostatních členů rodiny, což zvyšuje jejich vlastní emocionální stres a může vést k duševním problémům.
- Stres: Neustálý pocit povinnosti a potřeby vyhovět všem často způsobuje vyčerpání a stres, který ale nevyjadřují navenek. To může vést k vyhoření a úzkosti.
- Pocit viny: Vysoká odpovědnost a touha uspět mohou vyvolat pocit viny, pokud se nedaří splnit očekávání. Nejstarší dcery často obětují své vlastní touhy pro rodinné potřeby, což může mít dlouhodobé negativní následky.